# Walter Bond
Walter Bond, (Chicago, Illinois; 1 de febrero de 1969) es un exjugador de baloncesto estadounidense. Con 1.93 de estatura, su puesto natural en la cancha era el de escolta.

## Trayectoria
- Wichita Falls Texans (1991–1992)
- Dallas Mavericks (1992–1993)
- Utah Jazz (1993–1994, 1995)
- Detroit Pistons (1994–1995)
- Chicago Rockers  (1995)
- Connecticut Pride  (1996–1997)
- La Crosse Bobcats  (1997)
- Yakama Sun Kings  (1997–1998)
- Felice Scandone Avellino  (1998)
- Bayer Leverkusen  (1998–1999)